# جاي مارفن هنتر
جاي مارفن هنتر (بالإنجليزية: J. Marvin Hunter)‏ هو مؤرخ وصحفي أمريكي، ولد في 18 مارس 1880 في مقاطعة ماسون في الولايات المتحدة، وتوفي في 29 يونيو 1957 في كيرفيل في الولايات المتحدة.